# Intent de Yauco
L'Intent de Yauco fou la segona i darrera gran revolta contra la dominació colonial espanyola a Puerto Rico, portada a terme pel moviment independentista de l'illa el mes març de 1897 a la ciutat de Yauco.
La primera gran revolta de 1868 és coneguda com a Grito de Lares. Després del fracàs d'aquest curta rebel·lió, molts dels dirigents locals i els participants van ser arrestats, i alguns van ser executats. Els qui van sobreviure a la presó foren més tard alliberats i alguns van marxar a l'exili, especialment a la Nova York.
Poc després de la revolta de 1868, Espanya va concedir a l'illa moltes reformes liberals. Va estendre a Puerto Rico alguns elements de la constitució liberal que havien estat permesos a les seves colònies anteriors d'Amèrica del Sud. Puerto Rico va rebre un estatus provincial i va ser concedida la ciutadania espanyola a les persones criolles, els nadius nascuts a l'illa. Les reformes polítiques van incloure permetre que els porto-riquenys poguessin participar en eleccions especials i organitzar oficialment partits polítics reconeguts. Durant els anys següents, les protestes menors contra la regla espanyola que van sorgir en diverses ciutats de l'illa van ser ràpidament apagades per les autoritats espanyoles.
Dirigents d'El Grito de Lares que eren a l'exili a la Ciutat de Nova York van formar el «Comité Revolucionari Porto-riqueny», fundat el 8 de desembre de 1895 per continuar la recerca de la independència. El 1897, amb l'ajut dels dirigents locals del moviment d'independència de la ciutat de Yauco, van organitzar un altre revolta que va esdevenir coneguda com la «Intentona de Yauco». Les faccions polítiques locals conservadores, que creien que una revolta podria amenaçar  la seva lluita per l'autonomia, es van oposar a una acció d'aquest tipus. Les autoritats espanyoles locals van tenir coneixement de l'esdeveniment planejat i ràpidament van posar fi a la major i més important revolta en l'illa contra la dominació colonial espanyola.

## Preludi

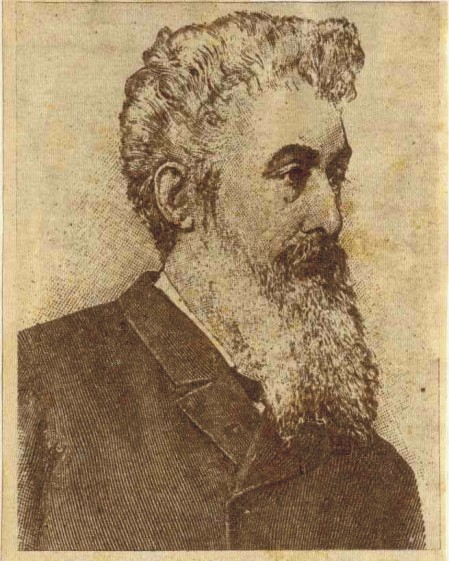
Ramón Emeterio Betances

El 23 de setembre de 1868, es va produir la primera revolta important contra la regla colonial espanyola a Puerto Rico a la ciutat de Lares. La revolta, que va ser planejada per Ramón Emeterio Betances i Segundo Ruiz Belvis, va ser duta a terme per diverses cèl·lules revolucionàries de l'illa dirigides per Manuel Rojas, Mathias Brugman, Mariana Bracetti, Juan Ríus Rivera, Juan de Mata Terreforte i Aurelio Méndez Martinez, entre d'altres. Primer van pendre el  control de Lares per després  continuar amb la següent ciutat més propera, Sant Sebastian del Pepino. La milícia espanyola va sorprendre el grup amb una resistència forta, causant una gran confusió entre els rebels armats. Dirigits per Manuel Rojas, van retrocedir a Lares. El governador Julián Pavía va ordenar a la milícia espanyola envoltar als rebels i ràpidament posar fi a la insurrecció.
Uns 475 rebels, entre ells Manuel Rojas, Mariana Bracetti i Juan Rius Rivera, van  ser empresonats a la ciutat d' Arecibo. El 17 de novembre de 1868, un tribunal militar els va condemnar per traïció i sedició, sentenciant tots els presoners a mort. Mentrestant, a Madrid, Eugenio María de Hostos i altres porto-riquenys varen tenir èxit en intercedir al President Francisco Serrano, que havia liderat una revolució contra la monarquia d'Espanya. En un esforç per abaixar la tensió en l'illa, el nou  governador, José Laureano Sanz, va concedir una amnistia general el 1869 i tots els presoners van ser alliberats. Betances, Rojas, Rius Rivera, Terreforte, Méndez Martínez i molts més van ser enviats a exili.
La Corona espanyola va témer perdre les uniques dues colònies que li quedaven en l'Hemisferi Occidental, Puerto Rico i Cuba, davant els insurgents independentistes. Com a conseqüència de la revolta de Lares, Espanya va concedir Puerto Rico l'estatus de  província i els seus residents nadius van rebre la ciutadania espanyola. Als porto-riquenys se'ls va permetre participar en eleccions especials i per organitzar oficialment partits polítics reconeguts.

## Escaramusses i protestes a favor de la independència

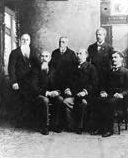
Comitè revolucionari porto-riqueny (de peu d'esquerra a dreta) Manuel Besosa, Aurelio Méndez Martínez, i Sotero Figueroa (asseguts) Juan de Mata Terreforte, Dr.José Julio Henna i Roberto H. Todd

Durant els anys immediatament posteriors al Grito de Lares, es van produir petites protestes a favor de la independència i escaramusses amb les autoritats espanyoles a Las Marías, Adjuntas, Utuado, Vieques, Bayamón, Ciales i Toa Baja (Palo Seco).
El juliol de 1871, un grup de persones van atacar membres i soldats espanyols de la milícia local a San Juan, capital de Puerto Rico i el Tinent General Gabriel Baldrich, governador espanyol de Puerto Rico, va declarar la llei marcial. Algunes de les protestes eren entre les faccions polítiques liberals i conservadores de l'illa i no estaven relacionades amb el moviment a favor de la independència. Entre aquests es va produir el Motín de Yabucoa de 1871, i La Estrella i Sucesos de Camuy de 1873.
El 8 de desembre de 1895, es va fundar el comitè Revolucionari porto-riqueny a Nova York, on es trobaven molts dels exiliats. Aquest grup va promoure l'ideal de la independència de Puerto Rico d'Espanya. Va incloure com a membres els participants del Grito de Lares com Ramon Emeterio Betances, Juan Rius Rivera, Juan de Mata Terreforte i Aurelio Méndez Martínez. El Comitè va anomenar Terreforte com el seu Vicepresident. El 1892, Terreforte i els membres del Comitè Revolucionari van adoptar el disseny d'una bandera similar a la bandera cubana però amb els seus colors invertits. Aquesta nova bandera, per representar la República de Puerto Rico, és encara utilitzada a l'illa.

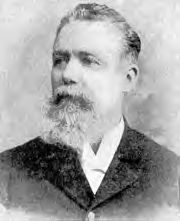
Antonio Mattei Lluberas

El 1896, un grup de Yaucanos (com són coneguts els nadius de Yauco) van donar suport a la independència plena de Puerto Rico i es van reunir al Barrio Barinas on van fer plans per enderrocar el govern. El grup va ser dirigit per Antonio Mattei Lluberas, un ric empresari de plantacions de cafè, i Mateo Mercado. El desembre d'aquell any, la Guàrdia Civil local va descobrir els seus plans i va procedir a arrestar tots els implicats, incloent Darío i Carlos Franchesi i Emiliano Lavergue. Aviat tots van ser alliberats i retornats a casa.
El 1897, Mattei Lluberas va visitar el Comitè Revolucionari Porto-riqueny a Nova York. Allà es va reunir amb Betances, de Mata Terreforte i Méndez Martínez amb qui va planejar un cop important. Betances el dirigiria, Méndez Mercado l'organitzaria i el General Rius Rivera manaria les forces armades. Al mateix moment, Rius Rivera, que s'havia unit a l'exèrcit d'alliberamtn cubà i a la lluita de José Martí per la independència cubana, fou el Comandant en Cap de l' Exèrcit d'alliberació Cubà de l'oest.
Mattei Lluberas va adquirir 30.000 matxets, que havien de ser distribuïts entre els rebels. Va retornar a Puerto Rico amb una bandera de Puerto Rico i va començar a procedir amb els plans de la rebel·lió. Els germans Budet Rivera van establir un campament de formació insurgent en la granja de Guillermo Velazco. Els companys rebels Gerardo Forest Vélez i Agustín F. Morales (un general de l'Exèrcit de la República Dominicana) es van fer càrrec de la propaganda. Van viatjar per tota l'illa en busca de suport públic per la seva causa. El revolucionari cubà Tomás Estrada Palma va oferir una contribució de 500 rifles amb mig milió de rondes de munició i un dels seus camarades va oferir un Vaixell de vapor personalitzat amb una força d'invasió de 200 homes sota les ordres del General Morales. La revolució va ser planejada pel començament de desembre 1897.
En aquell moment, Luis Muñoz Rivera i el seu partit autonomista havien signat un pacte amb Práxedes Mateo Sagasta, líder del Partit Liberal Espanyol. Sagasta havia promès que si ell i els liberals arribaven al poder a Espanya, concediria la autonomia a Puerto Rico. Els principals líders polítics de Puerto Rico van creure que la recerca de la plena independència en aquest moment amenaça el seu treball per obtenir autonomia i s'arriscaven a una severa repressió per part de les autoritats espanyoles. Quan l'alcalde de Yauco, Francisco Lluch Barreras, va escoltar rumors sobre l'aixecament planificat, va notificar-ho immediatament al general Sabas Marín González, el governador de l'illa.

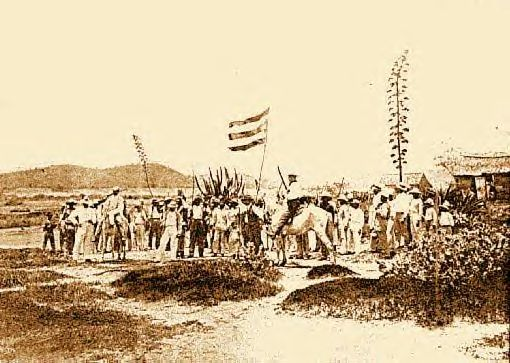
Bandera onejant per Fidel Vélez i els seus homes a la "Intentona de Yauco"

Fidel Vélez, un dels líders independentistes, va descobrir que les autoritats espanyoles tenien coneixement dels seus plans i es va reunir ràpidament amb Mattei Lluberas i altres líders. Temorant la detenció imminent, va exigir que la insurrecció s'iniciés immediatament i no al desembre. Els altres dirigents temien que una acció tan precipitada donés lloc a resultats tan desastrosos com els que s'havien produït durant el Grito de Lares. [11]
El 24 de març de 1897, Fidel Vélez i José «Aguila Blanca» Maldonado Román es van trobar amb un petit exèrcit d'homes fora de la ciutat de Yauco a Susúa Arriba on van desplegar per primera vegada la bandera de Puerto Rico i van marxar cap a la ciutat.[13] [14] [15] Van planejar atacar els quarters de la Guàrdia Civil espanyola per obtenir el control de les armes i municions que s'hi trobaven. A la seva arribada van ser emboscats per les forces espanyoles, que ja havien creat posicions defensives. Després d'un bombardeig, els rebels es van retirar ràpidament.
El 26 de març, un altre grup, encapçalat per José Nicolás Quiñones Torres i Ramón Torres, va atacar als espanyols al barri de Quebradas de Yauco; Van ser derrotats [11]. Més de 150 rebels van ser arrestats, condemnats per diversos delictes contra l'estat i enviats a la presó a la ciutat de Ponce. Vélez va fugir a St. Thomas on va viure a l'exili mentre que Mattei Lluberas es va exiliar a Nova York i es va unir a un grup conegut com la "Comissió de Puerto Rico" [16].

## Resultats
El partit de Sagasta va guanyar les eleccions a Espanya i el 25 de novembre de 1897, Espanya va concedir autonomia a Puerto Rico. Muñoz Rivera va ser Secretari de Gràcia, Justícia i Govern; I Cap del Gabinet per al Govern independent de Puerto Rico. Al desembre de 1897, aquells que havien participat en la Intentona de Yauco van ser lliurats de clemència i alliberats de la presó.
Després de l'enfonsament del cuirassat Maine a l'Havana, Cuba, els Estats Units van enviar un ultimàtum a Espanya per retirar-se de Cuba. Com a resposta, Espanya va trencar les relacions diplomàtiques amb els EUA i, el 23 d'abril de 1898, Espanya va declarar la guerra. El 25 d'abril, el Congrés dels EUA va declarar que existia un estat de guerra entre els Estats Units i Espanya des del 20 d'abril. Un dels objectius principals dels Estats Units a la guerra hispano-estatunidenca era prendre el control de les colònies espanyoles a l'Atlàntic: Puerto Rico i Cuba.
Mattei Lluberas i la Comissió de Puerto Rico a Nova York havien intentat convèncer el president William McKinley d'envair Puerto Rico durant algun temps. Després que els Estats Units prenguessin el control de Cuba, McKinley va aprovar la invasió de Puerto Rico. Un convoi de vaixells sortir de Tampa, Florida, i el 21 de juliol un altre comboi va partir de Guantánamo per un viatge de 4 dies a Puerto Rico.
El general Nelson A. Miles, comandant general de l'exèrcit, va aterrar amb les seves tropes a la regió sud de l'illa, utilitzant a Guánica, aleshores una part del municipi de Yauco, com la seva zona de desembarcament. El 31 de juliol de 1898, Mattei Lluberas i el seu grup van arribar a Ponce a bord del USS St. Louis i van ser assignats a la seu del General Miles. El 13 d'agost, la campanya de Puerto Rico va acabar.
Sota els termes del Tractat de París de 1898, ratificat el 10 de desembre de 1898, els Estats Units es van annexar a Puerto Rico. El 1904, Mattei Lluberas va ser elegit alcalde de Yauco, representant del Partit republicà pro-estatal de Puerto Rico. Mattei Lluberas va morir el 15 de gener de 1908. Fidel Vélez va tornar a Sabana Grande, la seva ciutat natal, i va viure allí fins a l'any 1950, quan va morir de causes naturals a l'edat de 86 anys.